# Мольтено
Мольтено (итал. Molteno) — коммуна в Италии, располагается в регионе Ломбардия, подчиняется административному центру Лекко.
Население составляет 3094 человека, плотность населения составляет 1031 чел./км². Занимает площадь 3 км². Почтовый индекс — 22047. Телефонный код — 031.
Покровителем коммуны почитается святой Георгий. Праздник ежегодно празднуется 23 апреля.